# Rinóforo

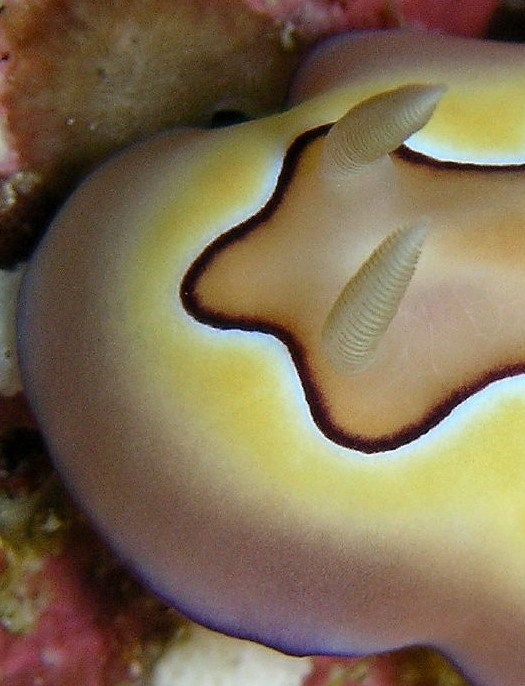
O par de rinóforos de um Chromodoris coi

Nos moluscos gastrópodes opistobrânquios, os rinóforos são cada um dos dois quimiorreceptores que lhes encimam a cabeça, sendo, por vezes, considerados tentáculos cefálicos, por causa do formato.
Consoante a espécie, os rinóforos podem afigurar-se de diferentes feitios, podendo apresentar-se com formatos ondulados, simples ou ramificados, bem como, ainda, sob as formas de maça, varinha ou de folha.
Os rinóforos são também típicos dos aplisídeos e dos nudibrânquios.

## Etimologia
O substantivo «rinóforo» refere-se à função olfactiva deste órgão.
O vocábulo é formado pelos elementos morfológicos rino- e -foro.
O primeiro deriva de genitivo do étimo grego antigo ῥίς, ῥινός rhís, rhinós, "nariz", e o segundo do sufixo do latim científico -phorus, tirado do grego antigo -φορος, -phoros "suporte", "que leva", derivado do verbo φέρειν phérein "levar em cima", "transportar".  

## Função
Os rinóforos são receptores de cheiros ou sabores, conhecidos como órgãos quimiossensoriais, situados na superfície dorsal da cabeça. Servem principalmente para quimiorrecepção e reorrecepção (percepção de fluxo de fluidos) a distancia.
Os odores detectados pelos rinóforos são substancias químicas dissolvidas na água do mar. A estrutura fina e os pêlos do rinóforo oferecem uma maior área de superfície, por molde a maximizar a detecção química. São estas valências do rinóforos que ajudam as espécies de nudibrânquios a detectar e captar as suas presas, bem como a descobrir parceiros sexuais. Na espécie Aplysia californica, os rinóforos são capazes de detectar feromonas.

## Protecção dos rinóforos
Para proteger os rinóforos mais salientes contra as mordidelas dos predadores, a maioria das espécies de nudibrânquios, quando ameaçados, pode retrair os rinóforos sob a pele.

## Estrutura
Nos adultos, reprodutivamente maduros, do género Aplysia, o rinóforo mede aproximadamente 1 centímetro de comprimento. A organização neuroanatómica inclui um sulco no rinóforo, onde a maioria das células sensoriais parecem estar concentradas. O seu epitélio sensorial contém neurónios sensoriais que projectam o axónio de volta aos gânglios e às dendrites do rinóforo e que terminam num cílio exposto à superfície ou numa pequena protuberância.

## Galeria
|  |  |  |  |